# Broadland
Broadland este un district nemetropolitan în Regatul Unit, în comitatul Norfolk din regiunea East, Anglia. 

## Orașe din cadrul districtului
- Thorpe St Andrew

1. ↑   https://ons.maps.arcgis.com/home/item.html?id=a79de233ad254a6d9f76298e666abb2b Lipsește sau este vid: |title= (ajutor)